# Wackerstein (Pförring)
Das Dorf Wackerstein  ist ein Gemeindeteil des Marktes Pförring im Landkreis Eichstätt in Oberbayern. Der Gemeindeteil hatte im Jahr 2021 522 Einwohner.

## Lage
Das Dorf befindet sich im Wesentlichen auf dem Kamm und den seitlichen Flanken eines in Richtung Süden verlaufenden länglichen Hanges des hier endenden Jura, welcher auf das in West-Ost-Richtung verlaufende Donautal stößt. Charakteristisch für das Ortsbild ist der Abbruch dieses Hanges unmittelbar am Donauufer, welcher den vermutlich namensgebenden hohen senkrecht abfallenden Kalksteinfelsen frei gibt, auf dem sich das malerisch gelegene Schloss Wackerstein befindet. Regensburg ist in östlicher Richtung etwa 65 km und Ingolstadt in westlicher 17 km entfernt. München liegt ungefähr 90 km südlich des Ortes.

## Geschichte

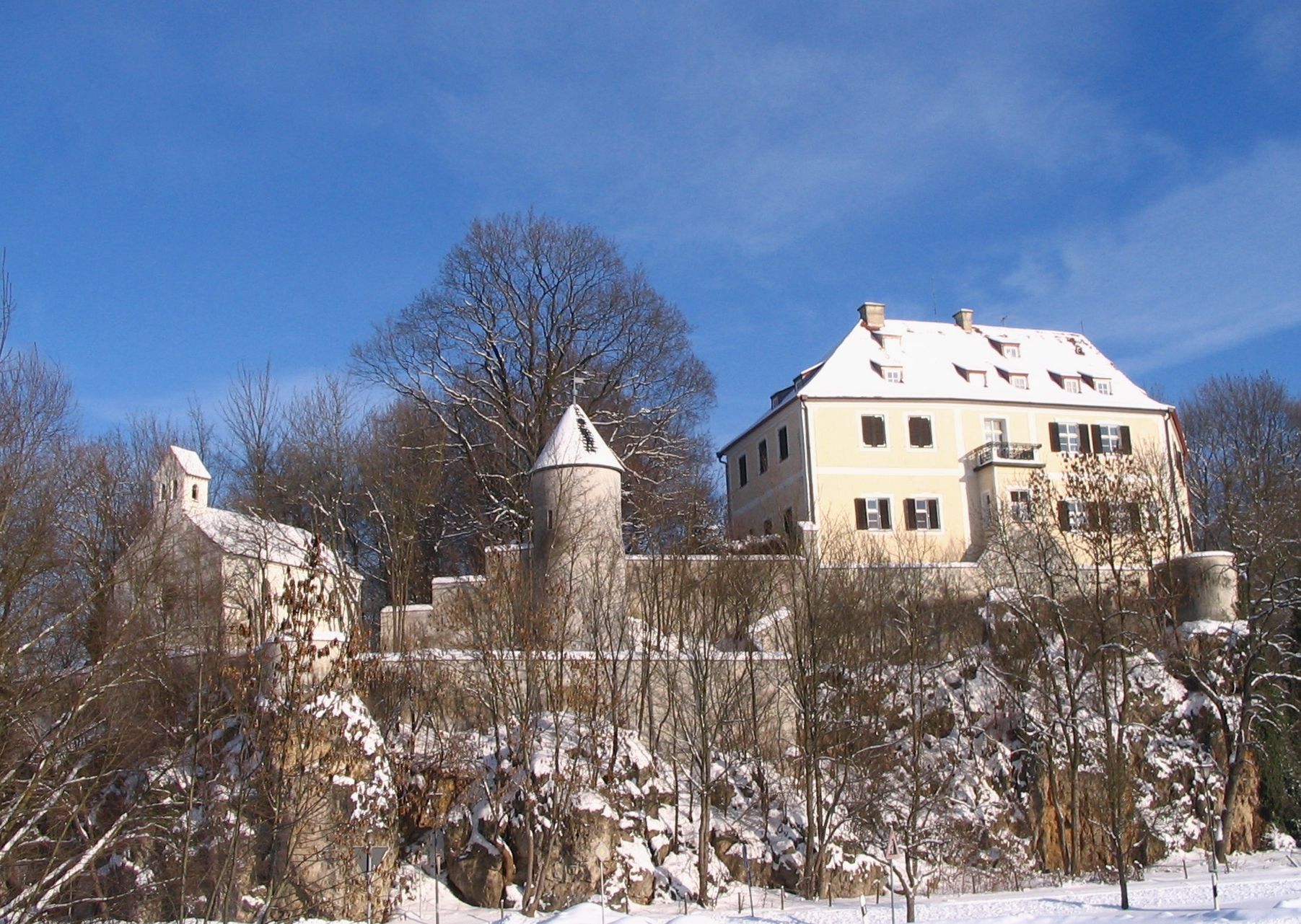
Schloss Wackerstein

Verschiedene Funde weisen darauf hin, dass im topografisch günstig gelegenen Ortsgebiet bereits die Kelten gesiedelt haben. Urkundlich findet der spätere Herrschaftssitz, welcher später vielfach seine Besitzer wechselte, relativ spät Erwähnung. Im Jahre 1264 wird ein „Berthold von Wackerstein“ urkundlich genannt, 1317 treten die „Gumpenberger“ in Erscheinung und 1339 werden die „Mendorfer“ als Herren von Wackerstein erwähnt.
Die gemeinsamen Regenten des Teilherzogtum Bayern-München, die Herzöge Ernst und Wilhelm, verliehen im Jahre 1408 dem „Wilham Lautenbeck zu Wakerstain“ für seine Dienste die so genannte „Wackersteiner Au“. Im Bayerischen Krieg eroberte deren Gegner Herzog Ludwig der Gebartete von Bayern-Ingolstadt die Feste Wackerstein, enteignete Wilhelm Leutenbeck und setzte seinen Pfleger Friedrich Emmendorfer als Verwalter ein. Dem mit den Herzögen Ernst und Wilhelm in der so genannten Kelheimer Sittichgesellschaft, der späteren Konstanzer Liga, verbündeten Johann von Pfalz-Neumarkt gelang es, die Feste kurz darauf zurückzuerobern. Nach Kriegsende und durch Unterstützung der Herzöge Ernst und Wilhelm konnte Wilhelm Lauterbeck wieder als Herr von Wackerstein eingesetzt werden. 1442 sind im Verzeichnis der Landsassengüter des Gerichts Vohburg die Dörfer Wackerstein und Dötting als Besitzungen des Leonhard Leutenbeck ausgewiesen.
Nach dessen Tod gelangte die Hofmark Wackerstein an Herzog Albrecht IV. von Bayern-München, welcher sie im Jahre 1469 seinem Rat „Stephan von Schmiechen“ übereignete. Auf Schmiechen, dessen Familie auch Eigentümer der nahen Hofmark Ettling war, dürfte der Hinzuerwerb des herrschaftlichen Sitzes Ettling und die Vereinigung beider Hofmarken zurückzuführen sein. 1553 erwarb „Nothaft von Wernberg“ die vereinigten Hofmarken, und im Jahre 1603 gingen diese an die „Closen“. Nach Verwüstung durch schwedische und kaiserliche Truppen im Dreißigjährigen Krieg erwarben die „Grafen von Lodron“ im Jahre 1643 den Güterkomplex, welchen sie durch den Zuerwerb des Dorfes Mitterwöhr vergrößern konnten. Im Jahre 1711 verkaufen diese ihre Besitzungen Wackerstein, Dötting, Ettling und Mitterwöhr an „Lothar Freiherr von Weickel“.
1729 erwarb Herzog und Kurfürst Karl Albrecht von Bayern, welcher 1742 nach Ludwig IV. als zweiter Bayer zum deutschen Kaiser Karl VII. gekrönt wurde, die Herrschaft Wackerstein. 1768 folgte auf das Haus Wittelsbach „Graf von Daun“ als Hofmarksherr und 1779 „Baron Anton von Wadenspan“, welcher das Schloss 1781 neu errichtete. Nach dem Tode des Barons Wadenspan im Jahre 1793 erbte seine Enkelin, die „Gräfin von Buttler“, die Hofmark. Die Gräfin veräußerte sie am 20. November 1811 an „Generalmajor Freiherr Friedrich von Jordan“, welcher das Dorf Mitterwöhr gegen das Dorf Dünzing tauschte. Am 13. Juli 1814 verkaufte Freiherr von Jordan die gutsherrlichen und richterlichen Hofmarksrechte an den Staat, wodurch er zum letzten Herren von Wackerstein wurde. Die Familie Jordan wurde im nahen Dötting bestattet. Ihre mumifizierten Leichname wurden unlängst wiederentdeckt und sind bis heute erhalten.
1989 wurde das Schloss renoviert und in 15 Eigentumswohnungen umgewandelt.
Wackerstein war mit seinem Ortsteil Dötting eine selbstständige Gemeinde im Landgericht Ingolstadt und gehörte seit der Trennung von Justiz und Verwaltung in administrativer Hinsicht ab 1. Juli 1862 zum Bezirksamt Ingolstadt (ab 1939: Landkreis Ingolstadt). Am 1. April 1971 wurde die Gemeinde in den Markt Pförring eingegliedert. Bei der Gebietsreform in Bayern wurde der Landkreis Ingolstadt zum 30. Juni 1972 aufgelöst; Pförring mit seinen Ortsteilen wurde Bestandteil des vergrößerten Landkreises Eichstätt.